# Tursiops
Tursiops is een geslacht van dolfijnen uit de familie Delphinidae (Dolfijnen). 

## Soorten
Er worden drie soorten erkend:
- Tursiops aduncus (Ehrenberg, 1833) – Langbektuimelaar
- Tursiops erebennus (Cope, 1865)
- Tursiops truncatus (Montagu, 1821) – Tuimelaar